# おもしろ無線受信ガイド
おもしろ無線受信ガイド（おもしろむせんじゅしんガイド）は、株式会社三才ブックスが発行するムックで、主に初心者をターゲットとした、無線通信の傍受についての解説書である。

## 「おもしろ無線」とは
警察無線や消防無線などの業務無線の周波数帯を、元来アクションバンド(action band)と称していた。「動き（action）のある周波数帯（band）」の意味である。この周波数帯の情報を掲載していた月刊誌『ラジオライフ』で多用されていたが、同誌編集部員が独立してライバル誌『アクションバンド』を創刊したため他誌の名称を使うのは無理と判断、呼び名の変更を余儀なくされた。そこで「聞いていて面白い無線」の意味から「おもしろ無線」という造語を編み出した。以後、『ラジオライフ』誌上では「アクションバンド」という言葉は一切使われず「おもしろ無線」を使うようになっている。

## 概要
無線通信を傍受するために必要な予備知識を、ジャンルごとに使われている周波数や通話方法、運用形態や受信テクニックなどの概論を述べている。巻頭や巻末には、必要な機材として受信機やアンテナのインプレッションを掲載している。

## 内容
毎号ほぼ同じような構成だが、最新刊である2014年版（Ver.14）で掲載されているジャンルは以下の通り。
- 消防無線
  - 救急無線・消防団・ドクターヘリ・消防ヘリ・防災ヘリの無線
- サバイバル無線(防災行政無線・電力会社・ガス会社の無線)
- マスコミ無線(新聞社・放送局の無線)
- エアーバンド
- カンパニーラジオ
- 船舶無線(国際VHF)
- 鉄道無線
- バス無線
- タクシー無線
- レジャー無線
- 警備無線
- 特定小電力無線
  - ワイヤレスマイク・トーンスケルチ・DCS
- デジタル簡易無線登録局
- ミリタリーエアーバンド(自衛隊・在日アメリカ軍の航空無線)
- コンサートワッチ
- 盗聴波
- コードレスホン

また、別冊付録として、掲載ジャンルの周波数を掲載した周波数帳の簡略化版がつく。